# Vadász Lajos
Vadász Lajos, Timpauer (Szeged, 1881. január 15. – Budapest, 1948. november 30.) magyar bíró, jogi szakíró.

## Életpályája
Timpauer Vince és Alasa Etelka fia. Jogi tanulmányainak befejezése után 1926-tól szegedi törvényszéki bíró, 1928-tól kúriai tanácsjegyző, majd 1947-ig budapesti törvényszéki tanácselnök volt. Elsősorban a polgári jogot tanulmányozta. Halálát keringési elégtelenség, szívgyengeség okozta. Felesége Rein Erzsébet volt.
Magánjogi törvénykönyvünk és első tételes jogunk című művének I. kötetéről Varannai István írt elismerő recenziót 1930-ban. A szerző kvalitásairól szólva, hangsúlyozza a következőket:

„Szerző, mint a kir. Kúria tanácsjegyzője, már mindennapos munkája és studiumai beállítottsága folytán is különös figyelemmel kiséri és dolgozza fel a Kúria által iniciált és alkalmazott joggyakorlatot. Magánjogunk feldolgozásánál ez a lehető legszerencsésebb vezérlő szempont. Ahol nincsen feltétlen erővel ható törvény és ahol a szokásjog egyetlen érzékelhető és megfogható tanúsítója a bírói gyakorlat, ott természetes, hogy néhány magánjogi kodifikációnk szabálya is az idők során a jogelmélet anyagává halványodott és eleven életre a törvényben foglalt jogtételek, csak úgy, mint a magánjog legtöbb nem kodifikált szabálya, abban az alakban kerülnek, amelyet a bírói ítéletek formálásán keresztül a judikatura utján nyernek.”

## Főbb művei
- Magánjogunk főbb elvei és az új jogfejlődés (I. – II., Szeged, 1926 – 1927)
- Magánjogi törvénykönyvünk és első tételes jogunk (I. – II., Szentkuthy Istvánnal, Szeged, 1929 – 1930)
- Tételes magánjogunk (I. – II., Budapest, 1940)
- Tételes magánjogunk 1942 – 1944 (Budapest, 1944, utóbb kiegészítésekkel 1948-ig)